# Ляшенко Богдан Романович
Богдан Романович Ляшенко  (19 лютого 1994 — травень 2022) — український військовослужбовець, капітан Збройних Сил України, учасник російсько-української війни, який загинув під час російського вторгнення в Україну. Лицар ордена Богдана Хмельницького I (2022, посмертно), II (2022), III (2022) ступенів.

## Життєпис
Народився 19 лютого 1994 року.
На початок російського вторгнення в Україну проходив військову службу на посаді командира військового гелікоптера.
Загинув 2 травня 2022 року в результаті ворожого обстрілу під час виконання бойового завдання в районі Маріуполя .
Похований 8 травня 2022 року у смт Вапнярці на Вінниччині.

## Нагороди
- орден Богдана Хмельницького I ступеня (29 липня 2022, посмертно) — за особисту мужність і самовіддані дії, виявлені у захисті державного суверенітету та територіальної цілісності України, вірність військовій присязі[4];
- орден Богдана Хмельницького II ступеня (18 квітня 2022) — за особисту мужність і самовіддані дії, виявлені у захисті державного суверенітету та територіальної цілісності України, вірність військовій присязі[5];
- орден Богдана Хмельницького III ступеня (29 березня 2022) — за особисту мужність і самовіддані дії, виявлені у захисті державного суверенітету та територіальної цілісності України, вірність військовій присязі[6].